# Farní sbor Českobratrské církve evangelické v Jičíně
Farní sbor Českobratrské církve evangelické, seniorát královéhradecký.

## Historie sboru

### Počátky
Původně od roku 1878 kazatelská stanice sboru H. V., od roku 1907 A. V. v Libštátě (dříve královéhradecký, dnes liberecký seniorát), později jeho filiální sbor. V roce 1947 se od mateřského Libštátu oddělil. Jeho krátké dějiny jsou spojeny se jmény dvou výrazných mužů. Je to především Bohuslav Mareček, syn faráře z Trnávky, který v roce 1907 vystavěl v Jičíně pro několik evangelických rodin kapli. Dále je třeba uvést Marečkova zetě PhDr. Oldřicha Novotného. Působením tohoto bývalého katolického katechety, později gymnazijního profesora a kurátora jičínského sboru, byly v Jičíně položeny základy organizované církevní práce. Před svou smrtí (roku 1958) působil PhDr. Oldřich Novotný ve sboru jako první farář. Po něm působil na sboru bratr farář Daniel Henych (1959–1971), který konal služby boží také v Železnici a Vojicích, příležitostně i v Tuři.
V atmosféře politického uvolnění v druhé polovině 60. let se zvýšil počet pravidelných účastníků bohoslužeb i dětí v dětských shromážděních. Konaly se besedy a přednášky s vysokou účastí veřejnosti. Při farním sboru fungoval smíšený pěvecký sbor. Farář Miroslav Hejl (1971–1989, nyní na odpočinku) nastoupil v době, kdy se tvrdá normalizační politika komunistů promítla do všech sfér života a znamenala také pokles účasti na sborovém životě. Přibyla však péče o přifařenou kazatelskou stanici v Sobotce (dříve u sboru Mladá Boleslav, pak u sboru v Kovanci, asi od roku 1974 při Jičínu) a od roku 1982 také v administrovaném sboru v Novém Bydžově s jeho kazatelskou stanicí v Chlumci nad Cidlinou. Po odchodu bratra Hejla převzal podstatnou část sborové agendy kurátor Robert Páv (ve funkci byl 1973–1998 po V. Grádovi a Pavlu Bucharovi) a duchovenskou farář Ivan Ryšavý z Hořic jako administrátor.

### Dnešní stav sboru
Po odchodu administrátora faráře Ryšavého z Hořic roku 1995 dojížděl do Jičína jednou za čtrnáct dní na nedělní kázání diakon Blahoslav Matějka z Libštátu. Ostatní nedělní bohoslužby byly čtené. V roce 1996 byl kazatelem sboru zvolen jáhen Jan Halama který se však v roce 1998 vrátil ke své muzikantské protesi. Tehdy se stal administrátorem sboru opět bratr Matějka z Libštátu, nyní již jako farář. Na sboru působil krátce bratr farář MUDr Vladimír Krátký (na půl úvazku, druhou polovinu pak vykonával na chlebském sboru poděbradského seniorátu), který však podlehl roku 2002 nádorovému onemocnění. Poté byl sbor administrován z Kláštera nad Dědinou, či dokonce z Libštátu v sousedním libereckém seniorátu.V dalších letech byl sbor administrován ze sboru ve Vrchlabí v seniorátu královéhradeckém a následně ze sboru v Trutnově. V období 2015 - 2019 zde pusobil farář Petr Hudec. V současné době je farářkou sboru Anna Kracíková.
Jičínský sbor nemá toho času žádné kazatelské stanice. Nevznikl ze starých evangelických rodů, většina jeho členů byla získána z řad jinověrců, bez vyznáni i spiritistů. Přes mnohé těžkosti byl zdejší sborový život vždy bohatý, zejména díky laickým pracovníkům. Pravidelně se konají biblické hodiny, schází se mládež. Při čtených bohoslužbách se střídají předčitatelky a předčitatelé.

### Zahraniční kontakty
V roce 1991 se jičínský sbor spřátelil s evangelickým sborem v nizozemském Breukelenu. Od roku 1994 je partnerským sborem Jičína také evangelický sbor v německém Erbachu.

### Kurátor
Kurátorkou je Věra Rodrová.